# Большая Ерыкла
 Большая Ерыкла (чув. Мучар) — деревня в Яльчикском районе Чувашской Республики. Входит в состав Кильдюшевского сельского поселения.

## География
Находится в восточной части Чувашии на расстоянии приблизительно 12 км на запад-северо-запад по прямой от районного центра села Яльчики.

## История
Известна с 1783 года как деревня с населением 38 жителей мужского пола. Здесь было учтено: в 1859 — 11 дворов, 124 жителя, в 1897—192 жителя, 1926 — 37 дворов, 197 жителей, 1939—213 жителей, 1979—201. В 2002 — 46 дворов, в 2010 — 30 домохозяйств. В период коллективизации был образован колхоз «Красный воин», в 2010 году функционировало ООО «Эмметево».

## Население
Население составляло 116 человек (чуваши 98 %) в 2002 году, 61 в 2010.